# 1966-os labdarúgó-világbajnokság-selejtező (UEFA – 1. csoport)
Az 1966-os labdarúgó-világbajnokság európai 1. selejtezőcsoportjának mérkőzéseit, és a csoport végeredményét tartalmazó lapja. A csoportban körmérkőzéses, oda-visszavágós rendszerben játszottak egymással a labdarúgó-válogatottak. A selejtezőket 1965. május 9. és 1965. december 29. között rendezték. A csoport győztese automatikus résztvevője lett az 1966-os labdarúgó-világbajnokságnak.
A csoportban Belgium, Bulgária és Izrael szerepelt. Belgium és Bulgária azonos pontszámmal és gólaránnyal zárta a selejtezőket és semleges helyszínen egy mindent eldöntő harmadik mérkőzésre került sor kettejük között.
Bulgária jutott ki az 1966-os világbajnokságra.

## Tabella
| Hely. | Csapat   | M | Gy | D | V | G+ | G– | Gk  | P | Továbbjutás  |  | Belgium | Bulgária | Izrael |
| ----- | -------- | - | -- | - | - | -- | -- | --- | - | ------------ |  | ------- | -------- | ------ |
| 1.    | Belgium  | 4 | 3  | 0 | 1 | 11 | 3  | +8  | 6 | Pótselejtező |  | —       | 5–0      | 1–0    |
| 2.    | Bulgária | 4 | 3  | 0 | 1 | 9  | 6  | +3  | 6 | Pótselejtező |  | 3–0     | —        | 4–0    |
| 3.    | Izrael   | 4 | 0  | 0 | 4 | 1  | 12 | −11 | 0 |              |  | 0–5     | 1–2      | —      |

## Mérkőzések
| 1965. május 9. |

| Belgium               | 1–0         | Izrael |
| --------------------- | ----------- | ------ |
| Jurion 24' (11-esből) | Jegyzőkönyv |        |

| Heysel Stadion, Brüsszel Nézőszám: 21 699 Játékvezető: Einer Poulsen (dán) |

| 1965. június 13. |

| Bulgária                                | 4–0         | Izrael |
| --------------------------------------- | ----------- | ------ |
| Kotkov 16' 39' Aszparuhov 67' Kitov 69' | Jegyzőkönyv |        |

| Szlavija Stadion, Szófia Nézőszám: 18 770 Játékvezető: Faruk Talu (török) |

| 1965. szeptember 26. |

| Bulgária                      | 3–0         | Belgium |
| ----------------------------- | ----------- | ------- |
| Kotkov 30' 60' Aszparuhov 34' | Jegyzőkönyv |         |

| Szlavija Stadion, Szófia Nézőszám: 25 380 Játékvezető: Konstantin Zečević (jugoszláv) |

| 1965. október 27. |

| Belgium                                     | 5–0         | Bulgária |
| ------------------------------------------- | ----------- | -------- |
| Van Himst 18' 55' Thio 75' 80' Stockman 89' | Jegyzőkönyv |          |

| Constant Vanden Stock Stadion, Brüsszel Nézőszám: 13 780 Játékvezető: Marcel Bois (francia) |

| 1965. november 10. |

| Izrael | 0–5         | Belgium                                 |
| ------ | ----------- | --------------------------------------- |
|        | Jegyzőkönyv | Van Himst 24' 33' 69' Thio 31' Puis 48' |

| Ramat Gan Stadion, Ramat Gan Nézőszám: 48 355 Játékvezető: Antonio Sbardella (olasz) |

| 1965. november 21. |

| Izrael    | 1–2         | Bulgária                 |
| --------- | ----------- | ------------------------ |
| Talbi 48' | Jegyzőkönyv | Kolev 31' Aszparuhov 81' |

| Ramat Gan Stadion, Ramat Gan Nézőszám: 28 213 Játékvezető: Eduard Babouczek (osztrák) |

Belgium és Bulgária azonos pontszámmal és gólaránnyal zárta a selejtezőket és semleges helyszínen egy mindent eldöntő harmadik mérkőzésre került sor kettejük között.
| 1965. december 29. |

| Bulgária           | 2–1                  | Belgium           |
| ------------------ | -------------------- | ----------------- |
| Aszparuhov 18' 19' | [Report Jegyzőkönyv] | Vucov 75' (öngól) |

| Stadio Comunale, Firenze Nézőszám: 11 659 Játékvezető: Antonio Sbardella (olasz) |